# Sus (Schweine)
Sus ist eine Säugetiergattung aus der Familie der Echten Schweine (Suidae). Die genaue Artanzahl ist immer noch umstritten; heute werden acht Arten unterschieden, von denen das Wildschwein (beziehungsweise dessen domestizierte Form, das Hausschwein) in Mitteleuropa am bekanntesten ist.

## Merkmale
Abgesehen vom deutlich kleineren Zwergwildschwein erreichen die Tiere dieser Gattung Kopf-Rumpf-Längen von 90 bis 180 Zentimeter und ein Gewicht von 40 bis 350 Kilogramm. Sie sind mit einem graubraunen oder schwarzen, borstigen Fell bekleidet und durch ihre rüsselartige Schnauze charakterisiert.

## Verbreitung
Das ursprüngliche Verbreitungsgebiet umfasste Eurasien und Nordafrika, wobei es insbesondere in Südostasien einen großen, noch nicht gänzlich erforschten Artenreichtum gibt. Hausschweine sind mittlerweile weltweit verbreitet.

## Systematik
Morphologisch lässt sich die Gattung in drei Gruppen einteilen. Zum einen ist dies die Gruppe ohne Gesichtswarzen und Bart, zu der das Wildschwein und das deutlich kleinere Zwergwildschwein gehören, zum Zweiten in die Bartschweine, eine Gruppe, die eine auffällige Behaarung am Rüssel trägt. Die dritte Gruppe sind die Pustelschweine, die durch Gesichtswarzen charakterisiert sind.
Folgende Arten werden im Handbook of the Mammals of the World unterschieden:
- „Warzen- und bartlose Gruppe“
  - Wildschwein (Sus scrofa), dazu gehört auch das Annamitische Pustelschwein
- „Bartschweine“
  - Bartschwein (Sus barbatus)
  - Palawan-Bartschwein (Sus ahoenobarbus)
- Pustelschweine
  - Visayas-Pustelschwein (Sus cebifrons)
  - Sulawesi-Pustelschwein (Sus celebensis)
  - Mindoro-Pustelschwein (Sus oliveri)
  - Philippinisches Pustelschwein (Sus philippensis)
  - Javanisches Pustelschwein (Sus verrucosus)

Das Zwergwildschwein (Porcula salvanius), das zeitweise in die Gattung Sus gestellt wurde, ist heute wieder die einzige Art der Gattung Porcula.